# Маназкертский собор
Маназкертский собор — собор Армянской церкви, созванный в 726 году, во главе которого стоял св. Ованес Одзнеци и его помощник Хосровик Таргманич. Утверждая 10 анафематизм, этот собор сделал целостной и довел до окончательного вида систему христологии Армянской церкви. Данные анафематизмы, помимо осуждения учений Юлиана, Севира и их последователей, осуждали также несторианство и Халкидонский собор.
Также Маназкертский собор ещё раз подтверждает 6-е января днем Рождества и Богоявления, которые Армянская церковь праздновала 6-е января по преданию св. Иакова, брата Господня, и по решению первого Никейского собора. Собор также подтверждает предания св. Апостола Фаддея и св. Григория Просветителя о том, что во время литургии надо применять хлеб без закваски (то есть пресный) и вино, не разбавленное водою.

## Христология Маназкертского собора
Архимандрит Армянской церкви, иеромонах Гевонд Оганесян пишет, что согласно постановлениям Маназкертского собора, Христос есть совершенный человек, Его явление людям было не призрачным, от Девы Он воспринял без тления и греха всю целостность человеческой природы: дух, душу и плоть. Вторым анафематизмом отрицается всякое антропологическое несовершенство — отвлеченность и повреждение (то есть присутствие греха и тления). Христос и после несказуемого домостроительства есть совершенный Бог (единосущный Отцу и Святому Духу) и совершенный человек (единосущный нам — людям), во всем равный нам, кроме греха (девятый анафематизм). Воплощенное Слово имеет единую Богочеловечную природу, по несказуемому соединению природ — Божественной и человеческой: нераздельно, неизменно и несмешанно (четвертый анафематизм). Един Христос, и не принимаемо во Христе дифференцирование или распределение природ, ипостасей, воль и действий (пятый анафематизм).
Слово восприняло плоть не от бессмертной и нетленной природы первозданного (как говорил Юлиан), а от нашей смертной и грешной природы (3 анафематизм), но вместе с тем, Плоть Христа нетленна, не по природе, а по несказуемому соединению (шестой анафематизм). Таким образом, Плоть Господня по своей природе страдательна и смертна, а по соединению нестрадательна и несмертна (седьмой анафематизм).
Христос истинным и свободным образом несет все человеческие страсти, кроме греха (восьмой анафематизм), и эти страсти Он несет вольно и нетленнообразно, следовательно — естественным, а не противоестественным и невольным образом (десятый анафематизм).

## Текст Маназкертского собора
В 726 г. на Соборе ААЦ в Маназкерте были сформулированы 10 анафематизмов:
1. Если кто не исповедует святую Троицу одной природой и одним Божеством, в трех лицах и трех личностях совершенных и равных, анафема да будет.
2. Если кто не исповедует Бога Слово оплотившимся от святой Девы истинно, то есть природу нашу получившим от Неё — душу и тело и разум без тления; но скажет, что иллюзорно и схожестью показался Христос, анафема да будет
3. Если кто не скажет, что от грешной и от смертной нашей природы принял тело Бог Слово; но что от безгрешной, от бессмертной и от нетленной природы, которую имел первосозданный прежде преступления, анафема да будет.
4. Если кто не исповедует воплощенного Бога Слова одной природой по неизъяснимому соединению в Божестве, которая из Божества и из человечества; но что существует либо по природе одна природа, либо же по смешению и по изменению одна природа, анафема да будет.
5. Если кто не исповедует одного и того же Бога и человека целостно; но что иной некто Бог, скажет, и иной некто человек, анафема да будет.
6. Если кто не скажет, что тело Христа нетленно от рождения, что от Девы, вплоть до вечности, не по природе, но по неизъяснимому соединению; но что до воскресения было тленным и неславным и несовершенным, и только после воскресения, скажет, стало нетленным и славимым и совершенным, анафема да будет.
7. Если кто не скажет, что тело Господне страдаемо и смертно по природе, и нестрадательно и бессмертно по Божеству — в единстве со Словом; но скажет, что по природе нестрадательно и бессмертно, или же по неизреченному соединению страдательно и смертно, анафема да будет.
8. Если кто не скажет, что Христос телом понес всякую страсть человеческую без греха; но по Божеству Он подпал под страсти или же не причастен был Он человеческим страстям по домостроительству, анафема да будет.
9. Если кто не исповедует Христа после неизъяснимого домостроительства равным Отцу и Духу — Богом истинным, а также совершенным и истинным человеком, равным Матери и нам, кроме грехов, анафема да будет.

10. Если кто не исповедует, что нетленно понес Христос всякую страсть человеческую добровольно; но в тлении, скажет, это всё, или же страсти делают тленным Его, а не исповедует по апостолам и пророкам и православным учителям, анафема да будет.